# Lagoa Dourada
Lagoa Dourada is een gemeente in de Braziliaanse deelstaat Minas Gerais. De gemeente telt 12.265 inwoners (schatting 2009).

## Aangrenzende gemeenten
De gemeente grenst aan Carandaí, Casa Grande, Coronel Xavier Chaves, Entre Rios de Minas, Prados en Resende Costa.